# Krzysztof Dzierżek
Krzysztof Dzierżek herbu Nieczuja (zm. między 1610 a 1620) – polski dyplomata i tłumacz, przedstawiciel dyplomatyczny Rzeczypospolitej w Imperium Osmańskim w 1587 i 1591, od 1603 chorąży trocki.
Pochodził z Podlasia. W latach 1570–1576 z polecenia i na koszt dworu królewskiego przebywał w Konstantynopolu, ucząc się języka tureckiego oraz pozostając nieoficjalnym obserwatorem i informatorem rządu polskiego. Przebywał tam pod opieką renegata-poturczeńca Ibrahima Beja oraz pisarza nadwornego Selihtara Aki ben Sinana. Odbył pielgrzymkę do Ziemi Świętej. Po powrocie z Turcji wszedł do służby królewskiej Stefana Batorego, a później Zygmunta III Wazy, gdzie pełnił funkcję dyplomaty oraz tłumacza języków wschodnich. Był ówcześnie jedynym Polakiem znającym nie tylko potoczny język turecki, lecz także nomenklaturę kancelarii sułtana, w której obecne były liczne naleciałości z arabskiego i perskiego. Stąd Dzierżkowi przysługiwał tytuł „tłumacza arabskiego Króla J. M.” Parał się przekładami fermanów sułtańskich i jarłyków chańskich z wcześniejszych czasów. W 1577 (albo 1578), 1581, 1583, 1584 oraz 1591 posłował do Turcji; opiekował się również posłami tureckimi i tatarskimi przebywającymi w Polsce. Posłował także do Moskwy (1581).
Dzięki służbie na dworze królewskim i sprawnemu zarządzaniu Dzierżek dorobił się znacznego majątku, które znajdowały się w Inflantach, Małopolsce, Wielkopolsce, na Litwie i Rusi Czerwonej. Uchodził za człowieka bogatego, ale skąpego. Umarł bezdzietnie, więc jego dobra zostały odziedziczone przez bratanków (w tym Krzysztofa Dzierżka, także tłumacza języka tureckiego).